# 名古屋明德短期大学
名古屋明德短期大学（日语：／ Nagoya Meitoku Tanki Daigaku *）是过去一所位于日本爱知县东海市的私立短期大学。

## 概要

### 简介
- 学校最早可以追溯到1941年[1]。短期大学为于1989年开办[1]、由学校法人名古屋石田学园经营。招生到2001年、停办于2003年[2]。招収只女学生从1957年[2]。

### 历史
- 1989年 名古屋明德短期大学成立并同时设置英语科[1]。
- 1993年 国际文化科成立
- 1995年 两个专攻成立、以下列举。
  - 英语专攻
  - 国际文化专攻
- 2001年 招生最后、次年停止招生（正式停办于2003年5月29日[2]）。

## 学校环境
- 校区：在了爱知县东海市[注 1]

## 历任校长
- 高桥令二：第一代短期大学校长[3]。

## 组织

### 学科
- 英语科
- 国际文化科

### 专科
| - 英语专攻 - 国际文化专攻 |

### 业余课程
| - 没有 |

## 相关链接
- 日本短期大学列表